# VDV-Kernapplikation
Die VDV-Kernapplikation (Kernapplikation des Verbands Deutscher Verkehrsunternehmen, VDV-KA) ist ein offener Daten- und Schnittstellen-Standard für Electronic Ticketing bzw. Elektronisches Fahrgeldmanagement (EFM) im Öffentlichen Personenverkehr (ÖPNV). Sie dient den Verkehrsunternehmen und -verbünden als Bauanleitung für eTicket-Systeme und ist das technologische Herzstück des elektronischen Fahrkartensystems eTicket Deutschland, das aktuell mehr als 470 Verkehrsverbünde- und Verkehrsunternehmen anbieten. Derzeit entwickelt der VDV eTicket Service GmbH & Co. KG als Applikationsherausgeber und Betreibergesellschaft des Standards die Version 3 der VDV-Kernapplikation. Diese heißt etiCORE (Eigenschreibweise „(((etiCORE“) und erscheint auf Englisch (siehe Abschnitt „Neue VDV-KA Version ab 2026 im Parallelbetrieb“).

## Hintergrund
Die VDV-Kernapplikation wurde im Rahmen eines Forschungsprojektes des Bundes (gefördert durch das Bundesministerium für Bildung und Forschung, BMBF) entwickelt, um für Interoperabilität im ÖPNV zu sorgen  und den Ticketkauf sowie die Ticketkontrolle deutschlandweit zu vereinheitlichen. Beteiligte am Forschungsprojekt mit dem Namen „Interoperable VDV-Kernapplikation“ waren 14 Verkehrsunternehmen und -verbünde, das Fraunhofer-Institut für Verkehrs- und Infrastruktursysteme, der VDV-Förderkreis e. V. sowie Industrieunternehmen wie beispielsweise Infineon, Siemens oder T-Systems. Fertigstellung der VDV-KA im Rahmen des Projektes war 2005.

## Nationaler Ticketing-Standard
Die VDV-KA ist der einzige anerkannte nationale Standard für elektronische ÖPNV-Tickets in Deutschland. Auch in Luxemburg ist die VDV-Kernapplikation die Basis für das elektronische Ticket im ÖPNV. 2008 hat die Verkehrsministerkonferenz der Länder das Einhalten der VDV-Kernapplikation zur Voraussetzung für staatliche Fördermittel erklärt. Bei der Einführung des neuen elektronischen Personalausweises hat die Bundesregierung zudem darauf geachtet, dass die gesamte Terminal-Infrastruktur für den Personalausweis kompatibel ist zur VDV-Kernapplikation. Dies wurde in der Richtlinie TR-03119 des Bundesamtes für Sicherheit in der Informationstechnik festgeschrieben.

## Rollenmodell
Die VDV-Kernapplikation definiert ein logisches Rollenmodell mit folgenden Rollen gemäß EN/ISO24014-1:
- Nutzermedium (Kunde): Medium, das als Träger der VDV-Kernapplikation dient.
- Kundenvertragspartner (KVP): Der Kundenvertragspartner ist die Instanz, die dem Kunden ein Ticket verkauft und somit den Kundenvertrag hält. Diese Rolle nimmt in der Regel ein Verkehrsunternehmen ein.
- Dienstleister (DL): Der Dienstleister erbringt die Beförderungsleistung und kontrolliert die Tickets. Es handelt sich um ein Verkehrsunternehmen. Häufig nimmt ein DL auch die Rolle KVP ein – dies ist jedoch nicht zwingend.
- Produktverantwortlicher (PV): Der Produktverantwortliche definiert den Tarif (legt die Ticket-Produkte fest) und gibt auch die formalen Regeln zur Ticketkontrolle vor. Üblicherweise füllt ein Verkehrsverbund diese Rolle aus. Manchmal haben Verkehrsunternehmen aber auch einen Haustarif, so dass dann zum Beispiel ein Verkehrsunternehmen PV und KVP ist (ggf. auch noch DL).
- Applikationsherausgeber (AH): Der Applikationsherausgeber definiert die Regeln im Gesamtsystem, gibt die Applikation bzw. die Spezifikationen heraus, registriert teilnehmende Organisationen und zertifiziert Komponenten. Zudem stellt er das Sicherheitssystem zur Verfügung. Ihn gibt es der Logik entsprechend nur einmal. Diese Rolle wird in Deutschland vom VDV eTicket Service ausgefüllt.

## Ausbaustufen und Funktionsumfang
Verkehrsunternehmen, die den Ticketing-Standard nutzen wollen, unterschreiben zunächst einen Teilnahmevertrag mit dem VDV eTicket Service GmbH & Co. KG, der organisatorische Fragen regelt, damit alle angeschlossenen Systeme gleichberechtigt und automatisiert zusammenarbeiten können (Interoperabilität). Anschließend erhalten die Unternehmen über das Applikations- und Sicherheitsmanagement-Tool des VDV eTicket Service Zugriff auf alle Spezifikationen der VDV-KA.
Diese Spezifikationen beschreiben unter anderem die Ausbauvarianten von eTicket Deutschland. Welche dieser Ausbaustufen ein Verkehrsunternehmen anbietet, entscheidet es selbst. Die Chipkarten, auf denen die deutliche Mehrheit der Tickets im deutschen ÖPNV ausgegeben werden, unterstützen rein technisch alle vorhandenen Ausbauvarianten. Auch wenn im jeweiligen Einsatzgebiet nur bestimmte Funktionen freigeschaltet sein sollten.
Unterscheiden lassen sich drei Ausbauvarianten, wobei die erste nicht Voraussetzung für die anderen beiden ist:
(1) eBezahlen: Fahrgäste kaufen ihre Tickets bargeldlos. Dazu ist eine sogenannte Bezahlberechtigung auf der Chipkarte aufgebracht, die auch bei den Ausbauvarianten 2 und 3 zum Einsatz kommt.
(2) eTicket: Auf der Chipkarte oder in der App (als Barcode; so genannte „statische Berechtigung“) ist ein elektronisches Ticket gespeichert, das der Fahrgast zuvor ausgewählt hat.
(3) eTicket mit automatischer Fahrpreisberechnung: Fahrgäste melden sich mit ihren Chipkarten oder ihrer App beim Ein- und Aussteigen an Terminals an und ab. Im Hintergrundsystem wird der Fahrpreis berechnet und vom Konto bzw. dem Guthaben des Fahrgastes abgebucht. Derzeit befinden sich spezielle Karten und Verfahren mit Smartphones in der Erprobung, mit denen der Fahrpreis automatisch per Funk ohne weiteres Zutun erfasst wird (siehe auch Abschnitt „Erforderliche Komponenten“).

## Einsatz von VDV-KA kompatiblen Ticketing-Komponenten
Verkehrsverbünde und -unternehmen, die ihren Kunden die Nutzung von eTicket Deutschland ermöglichen wollen, müssen eine dafür geeignete technische Infrastruktur aufbauen, die ebenfalls in der VDV-Kernapplikation definiert ist.
Alle eingesetzten Systemkomponenten werden durch die Betreibergesellschaft VDV eTicket Service auf ihre VDV-KA Kompatibilität hin überprüft und zertifiziert. Kooperationspartner ist die CTC advanced GmbH als offizielles Prüflabor.
Die Zulassungstests für die VDV-KA beziehen sich unter anderem auf folgende Komponenten:
- Nutzermedien (etwa Chipkarten): Als Schnittstellen des Kunden bzw. Nutzers zum System müssen sie sich an jedem Terminal zuverlässig lesen und beschreiben lassen und dabei die Sicherheitsverfahren einhalten (Authentisierung/Zugriffssicherung).
- Terminals: Per Verschlüsselung ist die Kommunikation zwischen Terminal und Nutzermedium bzw. Terminal und Hintergrundsystem gesichert.
- Hintergrundsysteme: Sie müssen mit ihren Schnittstellen die Transaktionen der unterschiedlichen Systeme ermöglichen, die für die Geschäftsprozesse nötig sind.

Eine Übersicht aller bereits zertifizierten Komponenten ist auf der Internetseite der Betreibergesellschaft verfügbar.

## Einsatz von Funktechnik
Ein auf der VDV-KA basierendes System kann über RFID und Nahfeldkommunikation (NFC) nicht nur Fahrtickets abspeichern und auslesen, sondern auch Fahrpreise automatisiert ermitteln. Die Signale werden kontaktlos nach dem Standard ISO/IEC 14443 übertragen.

## Regelmäßige Optimierung des Standards durch Change Requests
Alle Verkehrsunternehmen, die Teilnehmer an eTicket Deutschland sind, können im Rahmen eines Change-Request-Verfahrens Änderungswünsche in den Standard einfließen lassen. Die Umsetzung der gewünschten Änderungen haben ein jährliches Release der VDV-KA zur Folge, das abwärtskompatibel sein muss.

## Neue VDV-KA Version ab 2026 im Parallelbetrieb
Die technischen Systeme von eTicket Deutschland sind mehrfach verschlüsselt, um Fahrgastdaten sowie die Einnahmen der Verkehrsunternehmen zu schützen. Dafür existierten sogenannte Root Certificate Authorities (CA), von denen alle weiteren Verschlüsselungskomponenten (Sub-CAs), für Hintergrundsysteme, Terminals und eTickets abgeleitet werden. Ab 2026 passt der VDV eTicket Service die Sicherheitsinfrastruktur an den aktuellen Stand der Technik an. Mit der Umstellung auf das Sicherheitsmanagement der zweiten Generation entwickelt der VDV eTicket Service aktuell die nächste Version der VDV-Kernapplikation. Im Oktober 2023 hat der VDV-ETS die Spezifikationen von etiCORE veröffentlicht.
Im Zuge der Internationalisierung wird bei der VDV-KA Version 3.0.0 die Unified Modeling Language (UML) für die Visualisierung, Beschreibung, Spezifikation und Dokumentation von Systemen sowie Business Process Model and Notation als grafische Spezifikationssprache zum Einsatz kommen. Die neue Version wird in englischer Sprache erscheinen, etiCORE heißen und geht ab 2026 parallel zur VDV-KA Version 1.x in Betrieb. Ab dem Jahr 2031 wird sie die bisherigen Versionen der VDV-KA ersetzen. Anders als bei vorherigen Versionswechseln wird diese neue Version nicht mehr abwärtskompatibel sein.